# Воєводін Олександр Михайлович
Олександр Михайлович Воєводін (нар. 21 вересня 1950, Москва) — радянський і російський актор театру та кіно. Заслужений артист РФ (2003).

## Біографія
Народився 21 вересня 1950 року у Москві.
В 1971 закінчив Школу-студію МХАТ (курс В. К. Монюкова) і став актором Московського театру Сатири.
Пробувався на роль Медведя у фільмі «Звичайне диво» Марка Захарова. Знявся у півтора десятках кінофільмів, серед яких такі картини, як: «Офіцери», «Гарячий сніг», «Діти Ванюшина», відома театральна робота — Керубіно у спектаклі «Божевільний день, або Одруження Фігаро». У 2004—2019 роках знімався у серіалі «Повернення Мухтара» у ролі полковника Хрульова.
Актор дубляжу. Озвучуванням займається з 1978 року, працював на ЦТ та Першому каналі «Останкіно».

## Ролі у театрі
- 1971 — «Божевільний день, або Одруження Фігаро» — Керубіно (телеспектакль знято в 1974 році);
- 1983 — «Чекаючи на Годо» (напівпідпільний спектакль) — Поццо[4];
- 1984 — «Ворон» — Дженнаро;
- 1994 — «Приборкання норовливої» — Баптіста, багатий дворянин з Падуї;
- 1995 — «Як пришити стареньку» — Джо Янкі;
- 2001 — «Орніфль» — професор Галопен[5];
- 2002 — «Гра» — Муромський[6][7][8][9][10]
- 2008 — «Хазяйка гостинниці» — Маркіз Ф.[11][12]
- 2005 — «Хомо Еректус» — Микола Єгорович

Зняті з репертуару
- 2008 — «Господиня готелю» — Маркіз Ф.[11][12];
- 2011 — «Вечірній виїзд товариства сліпих» — Чоловік[13];
- 2015 — «Фатальний потяг» — Шлезінгер[14].

## Фільмографія
- 1968 «Доктор Віра»;
- 1971 «Офіцери», Єгор Трофімов;
- 1972 «Гарячий сніг», Бєлєнький, молодший лейтенант;
- 1972 «За все у відповіді», Пухов-молодший;
- 1972 «Свеаборг», підпоручик Євген Коханський;
- 1973 «Діти Ванюшина», Олексій;
- 1973 «Велике протистояння», Роман Сергійович Каштанов;
- 1975 — Наречена з півночі — друг Артака
- 1976 «Злочин», Юра Глушка;
- 1976 «Слово для захисту», Апухтін;
- 1977 «„SOS“ над тайгою», Легостаєв;
- 1982 «Знайти і знешкодити», Дмитро;
- 1982 «Приватне життя», Микола
- 1982 «Через Гобі і Хінган»;
- 1983 «З життя начальника карного розшуку», водій Малича;
- 1985 «Битва за Москву», політрук Василь Клочков;
- 1990 «Місце вбивці вакантне…», Плотніков;
- 1996 «Справи смішні — справи сімейні»;
- 2002 «Залізничний романс», помічник начальника вокзалу;
- 2002 «Чоловіча робота 2»;
- 2002 «Очі Ольги Корж»;
- 2003 «Люди і тіні 2: Оптичний обман», генерал;
- 2003 «Врятувати і вижити», слідчий;
- 2003 «Сищик без ліцензії», Михайло Лопатін (фільм № 3 «Остаточний діагноз»);
- 2004 «Повернення Мухтара», підполковник Микола Миколайович Хрульов;
- 2004 «Червона площа»;
- 2004 «Конвалія срібляста 2», водій (10 серія);
- 2005 «Увага, каже Москва», майор Копилов;
- 2005—2006 «Повернення Мухтара-2», підполковник (потім — полковник) Микола Миколайович Хрульов;
- 2006 «Таксистка-3», полковник (11 серія)
- 2006—2007 «Повернення Мухтара-3», підполковник (потім — полковник) Микола Миколайович Хрульов;
- 2007 «Адвокат-4», Володимир Федорович, батько Жанни (фільм № 7 «Чуже золото»);
- 2007—2008 «Повернення Мухтара-4», підполковник (потім — полковник) Микола Миколайович Хрульов;
- 2008 — Брати Карамазови — літній пан
- 2008 «Спекотний лід»;
- 2008 «Осінній детектив», Павло Логінов (фільм № 7 «Венеціанське дзеркало»);
- 2008 «Батькові доньки» Олександр Федотов, батько олігарха Василя Федотова (122 серія);
- 2009 «Журов», майор (фільм № 5)
- 2009—2010 «Повернення Мухтара-5», підполковник (потім — полковник) Микола Миколайович Хрульов;
- 2010 «Повернення Мухтара-6», підполковник (потім — полковник) Микола Миколайович Хрульов;
- 2011—2012 «Повернення Мухтара-7», підполковник (потім — полковник) Микола Миколайович Хрульов;
- 2012 «Хазяйка Білих ночей», адмірал Судаков;
- 2012—2013 «Повернення Мухтара-8», підполковник (потім — полковник) Микола Миколайович Хрульов;
- 2013 «Станиця», Василь Лукич, обласний прокурор
- 2014—2015 «Повернення Мухтара-9», підполковник (потім — полковник) Микола Миколайович Хрульов;
- 2015 «Повернення Мухтара-10», підполковник (потім — полковник) Микола Миколайович Хрульов;
- 2016 «Скліфосовський. Реанімація», Іван Федорович Риков, пацієнт;
- 2017—2019 «Мухтар. Новий слід», полковник Микола Миколайович Хрульов;
- 2020 «Горюнов-2» Михайло Сергійович, адмірал;
- 2020—2021 «Іщейка», (4 і 5 сезони) — Петро Семенович, батько Бориса Ненашева.

## Дубляж та закадрове озвучування

### Фільми
- 2017 — Сламбер: Лабіринти сну — Амадо
- 2014 — Хобіт: Битва п'яти воїнств — Більбо Беггінс, в старості
- 2014 — Інтерстеллар — Дональд
- 2013 — Мисливці на гангстерів — Джек Драгна
- 2012 — Хобіт: Несподівана подорож — Більбо Беггінс, в старості
- 2012 — Операція «Арго» — Кен Тейлор
- 2012 — Згадати все — Маттіас
- 2011 — Зелений Шершень — Майк Аксфорд
- 2011 — Людина, яка змінила все — Мартінез
- 2010 — Вторгнення: Битва за рай — Доктор Клементс
- 2009 — Іоанна — жінка на папському престолі
- 2009 — Примари в Коннектикуті — Клемент
- 2009 — Дружина мандрівника в часі — Філіп Ебшир
- 2008 — Пила 5 — Ден Еріксон
- 2007 — Пила 4 — Рекс
- 2007 — Тип круті лягаві — головний інспектор
- 2006 — Козирні тузи — Морріс Меклен
- 2006 — Відпустка по обміну
- 2006 — Парфумер: Історія одного вбивці — лейтенант поліції
- 2005 — Найшвидший «Індіан» — Дункан
- 2004 — Біля моря — Чарлі Кассотто Мафіа
- 2004 — Ефект метелика — Ленні
- 2004 — А ось і Поллі — Ірвінг Феффер
- 2004 — Небесний капітан і світ майбутнього — доктор Кесслер
- 2003 — Халк — Девід Беннер / Поглинач
- 2003 — Дочка мого боса — Ганс
- 2002 — Червоний Дракон — гість за вечерею
- 2002 — Злови мене, якщо зможеш — Роджер Стронг (роль Мартіна Шина)
- 2001 — І прийшов павук — Оллі Макартур
- 2001 — Шпигунські ігри — доктор Ахмед (дубляж Першого каналу)
- 1996 — Народ проти Ларрі Флінта — Ларрі Флінт
- 1995 — Крикуни — полковник Джозеф Е. Хендріксон (роль Пітера Уеллера)
- 1980 — Довга ніч (Іран) — дублювання головної ролі (Бабак)
- 1987 — Дика Роза (Мексика) — Роке Мендісабаль (роль Гастона Туссета (Gastón Tuset))
- 1983 — Зоряні війни. Епізод VI: Повернення джедая — адмірал Акбар (дубляж Першого каналу)
- 1993 — Список Шиндлера — Оскар Шіндлер (закадровий)
- 1971 — Манія величі (фільм) — Дон Саллюсто (роль Луї де Фюнеса)
- 1963 — Птахи (закадровий).

### Мультфільми та мультсеріали
- 1941 — Дамбо — перша ворона, закадровий голос
- 1945 — Каспер та його друзі — миша Герман, заєць Мо, Спукі, Джиперс, гремлін Добряк, закадровий голос (Студія кінопрограм телерадіокомпанії «Останкіно» у 1992—1993 роках)
- 1949 — Пригоди Ікабода і містера Тоада — перший оповідач, бармен Вінкі
- 1950 — Попелюшка — воротар
- 1951 — Аліса в Країні чудес — Чеширський кіт
- 1958—1961 — Кіт Фелікс — марсіанін Мартін, Генерал Кланг, різні персонажі (дубляж Телевізійної студії кінопрограм " Останкіно ") — 1993
- 1962—1988 — Джетсони — містер Когсвел, різні персонажі (дубляж ТВ-6)
- 1963 — Меч у камені — диктор
- 1972—1973 — Навколо світу за 80 днів — Жан Паспарту, деякі епізодичні персонажі, єгиптяни (радянський дубляж)
- 1975 — Бджола Майя — читає назви серій, Віллі, Павук-косиніжка (дубляж Телевізійної студії кінопрограм)
- 1981 — Лис і мисливський пес — Тінкі (дублювання студії «Піфагор»)
- 1981 — Марія, Мірабела — Скіперич
- 1983—1990 — Пригоди бурундучків — Дейв (дубляж Телевізійної студії кінопрограм " Останкіно ") — 1994
- 1985—1992 — Єноти — Ральф, Седрік Снір (дубляж Телевізійної студії кінопрограм " Останкіно ") — 1991-1992
- 1985 — Пригоди ведмедів Гаммі -Густо Гаммі (15 епізодів: За морями, за горами, Подорож у зубастий ліс, Густо і русалка, Механічний ведмежа, Вироби крижаної бороди, Лицарі ордена «Гаммадун», Чудова сімка, Вдалий костюм, Гаммі-художник, Добрий сусід Гаммі, Гаммі в морі, Міст через річку Гаммі, Світ очима Густо і Кращий друг Гаммі — це Гаммі), дідусь Кевіна Сер Гоуен, Анвін (8 епізодів: Як це починалося, Слід дракона, Велетень і чарівний камінь, Ми йдемо на полювання, Чудовий Гамміскоп, Хочу стати лицарем, Хто сміється останнім і Дівчина-лицар), Сер Плакі, Гритті, радник Беррібаум, Сер Геллент («Незабутній лицар»), ватажок тролів Клатч («За річкою у тролів»), троль (" "), король Карпій, Сер Віктор («Білий лицар»), Йєн Мун («Чудова сімка»), Ротачеллі («Гамі-художник»), гобліни в останніх серіях, другорядні ролі(Дубляж 1991—1992 років); Чаклун Гаммі (дубляж студії «Піфагор» 2009—2010 років)
- 1986—1991 — Справжні мисливці за привидами — Доктор Пітер Венкман (у дубляжі — Бенкман), Елан Пейріш (Герой рідного міста), закадровий голос (дубляж ТРК Останкіно, серії 1-32, 34-102, 93)
- 1987—1990 — Качині історії — Скрудж Макдак, Малявка Гавс, Бензіно Газоліні (серія «Вищий пілотаж»), сер Гай Стенфорд (серія «Корона ченгісхана»), Ельф (серія «Багато шуму через Макдака») та вторз персонажі, читає назви серій (дубляж 1990—1994 років)
- 1987 — Пригоди Тедді Ракспіна — Тедді Ракспін (переклад Телевізійної студії кінопрограм " Останкіно ") — 1994
- 1987—1989 — Альф. ALF: The Animated Series — Ларсон Петті, Харрі, другорядні персонажі

1988 — Нові пригоди Вінні-Пуха — Кролик (22 серія 1 сезону, 2, 3 і 4 сезони) (Студія «Нота» на замовлення РТР, 1992—1993 рр.)
- 1989 — Бітлджус — Чарльз Дітц, скелет Жак, Монстр, який жив навпроти, пес Пупсік, майже всі чоловічі ролі, закадровий голос (НТВ)
- 1989—1990 — Чіп і Дейл поспішають на допомогу — оголошує назву тільки мультсеріалу (із серії «Безумний Дейл»)
- 1990—1992 — Tiny Toon. Пригоди мультяшок — Плакі Дак, Гого Додо, Гребінець, Даффі Дак, Кондор Конкорд, Йосемайт Сем, Тасманський Диявол, Кіт Сільвестр, Стівен Спілберг
- 1990 — Пригода в королівстві — Покум (дубляж корпорації «Відеофільм» на замовлення Християнської телерадіокомпанії, 1992)
- 1991 — Чорний Плащ — Суперкряк, сер Утелот Лапчатський (серія «Потомственні невдахи») (Студії «Нота», «Кадр», фірма «СВ-Дубль» на замовлення РТР, 1992—1993 рр.))
- 1992 — Гуфі та його команда — Гарольд Хетчбек (персонаж телеведучого), Куп Хетчбек, клоун Джіблет (Гуфі білдінг), Зуб (Піджинатори), островитянин (Відпочинок удвох) (Дубляж студій «Кадр», «Нота» і «Нота» за сприяння ТПО «Зростання» та фірми «СВ-Дубль» на замовлення РТР, 1993—1994 рр.)
- 1992 — Русалочка — морський коник (у серії «Себастьян Великий»), старий восьминіг («Буян») (Студія «Нота», ТПО «Кадр» 1994—1995 рр. і Студія «Піфагор», ТПО «Кадр» на замовлення РТР, 1995 р.)
- 1992 — Пітер Пуш — Александер (Порося Х'ю), горобець (Пітер Пуш та Оллі Кроллет), закадровий голос
- 1993 — Баскетбольна лихоманка — Малюк, інспектор, другорядні ролі, закадровий голос (дубляж Телевізійної студії кінопрограм Останкіно ") — 1993
- 1993 — Де Уоллі? (Дубляж Телевізійної студії кінопрограм " Останкіно ") — 1994
- 1993 — Чокнутий — Родерік Ящірка, Капелюшний Башмачник, Нервовий у серії «Фальшивомонетниця», деякі епізодичні та другорядні персонажі (Студія «Піфагор» на замовлення РТР, 1995—1996 рр.)
- 1994 — Аладдін — Фейсал («Пернаті друзі»), Абнор Мал, Боболоніус, Чародей Дінг (СВ-Дубль на замовлення РТР, 1996—1997 рр.)
- 1994 — Млин кота — Кіт-мірошник, кіт-оповідач
- 1995 — Таємниці старого Лондона. Orson & Olivia
- 1996 — Дитинчата джунглів — Артур, бабуїн Фред, Макой (Суперники), Каїн (Непрохані гості), Білий Клобук, різні персонажі, закадровий голос (дубляж студії «Піфагор», 2001—2002 рр.)
- 1996—1999 — Джуманджі (мультсеріал) — Алан, Ван Пелт, Кідайло Сліз, Ібсен
- 1996 — Усі пси потрапляють у рай — Ітчі Ітчіфорд, Кіллер (дубляж СТС)
- 1998—2002 — КітПес — Пес
- 1999 — Госпіталь Хіллтоп — диктор, Аттікус, перший Тед, Артур, половина чоловічих ролей (дубляж студії «Піфагор» на замовлення ДТРК «Культура», 2006 р.)
- 2001 — Легенда про Тарзана (дубляж студії «Піфагор», 2001—2002 рр..)
- 2001 — Ллойд у космосі — Бумер, закадровий голос (дубляж студії «Піфагор», 2002)
- 2002 — Таракан-робот — Рубі
- 2006 — Бембі 2 — дикобраз
- 2007 — Попелюшка 3: Злі чари — диктор, епізоди
- 2007 — У гості до Робінсонів — містер Харрінгтон
- 2010 — Легенди нічних стражів — Езілріб.

## Озвучування мультфільмів
- 1983 — Жабеня (Весела карусель № 14) — вокал
- 1984 — Не хочу і не буду! — Курча в зеленому метелику;
- 1986 — Геракл у Адмета — Адмет;
- 1987 — КОАПП. Пробіг — трубкозуб;
- 1998—1999 — Незнайка на Місяці — Козлик (в епізодах «Незнайка шукає роботу» та «Знайка поспішає на допомогу»);
- 2004 — Розумна донька — Ігнат.